# Phyllonorycter fiumella
Phyllonorycter fiumella là một loài bướm đêm thuộc họ Gracillariidae. Nó được tìm thấy ở Croatia, Pháp, Ý và Macedonia.
Ấu trùng ăn Acer monspessulanum.